# Stefan Rütimann
Stefan Rütimann (* 21. August 1978 in Zug) ist ein ehemaliger Schweizer Radrennfahrer.
Rütimann wurde 1999 Profi beim Team Vini Caldirola-Sidermec. In dieser Zeit gewann er den Giro dei 6 Comuni 2000. Zweimal wurde er wegen Doping gesperrt: 2001 wurde er positiv auf Norandrosteron getestet. Nach dem Verbüssen einer siebenmonatigen Sperre wurde er 2002 nach der Schlussetappe der Tour de Romandie positiv auf Testosteron getestet. Daraufhin erhielt er eine vierjährige Sperre wegen Dopings im Wiederholungsfalle, und er erklärte seinen Rücktritt vom Radsport.